# 蓮勝寺 (名古屋市)
蓮勝寺（れんしょうじ）は、愛知県名古屋市千種区池上町にある日蓮宗の寺院。

## 概要
山号は森住山。旧本山は大本山本圀寺（六条門流）、勇師法縁。現在の本山は洛東本山頂妙寺、達師法縁。

## 歴史
森住院日勝が尾張清洲城下の寺町に建立した。その後天正地震により清州が荒廃、慶長15年（1610年）徳川家康が清洲から名古屋へ移転を命じると、慶長18年（1613年）所謂清洲越しによって名古屋に移転、元和4年（1618年）名古屋城下の小川町（現在の東区東桜）に伽藍が完成した。その後享保4年（1719年）、天明2年（1782年）の2度の火災で焼失。文化7年（1810年）伽藍を再建したが、昭和20年（1945年）3月18日の名古屋大空襲で山門を残し本堂、鐘楼堂、妙見堂、稲荷堂、皐諦女堂等を全焼した。昭和25年（1945年）名古屋市区画整理事業で墓地を平和公園へ移転。あわせて墓地近くの現在地へ戦災で残った山門を移転し、仮本堂を建立した。現在の本堂は昭和34年（1959年）再建に着手したが、建設中に伊勢湾台風で倒壊、昭和38年（1963年）3月26日に落慶法要を迎えたもの。

## 境内
- 山門：名古屋大空襲で焼失を免れた。

## 歴代
- 森住院日勝

## 関連資料
- 尾張名陽図会